# プリモ店
ホンダプリモ店（ほんだ ぷりもてん、PRIMO）は、2006年7月まで存在した本田技研工業（ホンダ）の自動車ディーラー網（販売チャネル）である。

## 概要

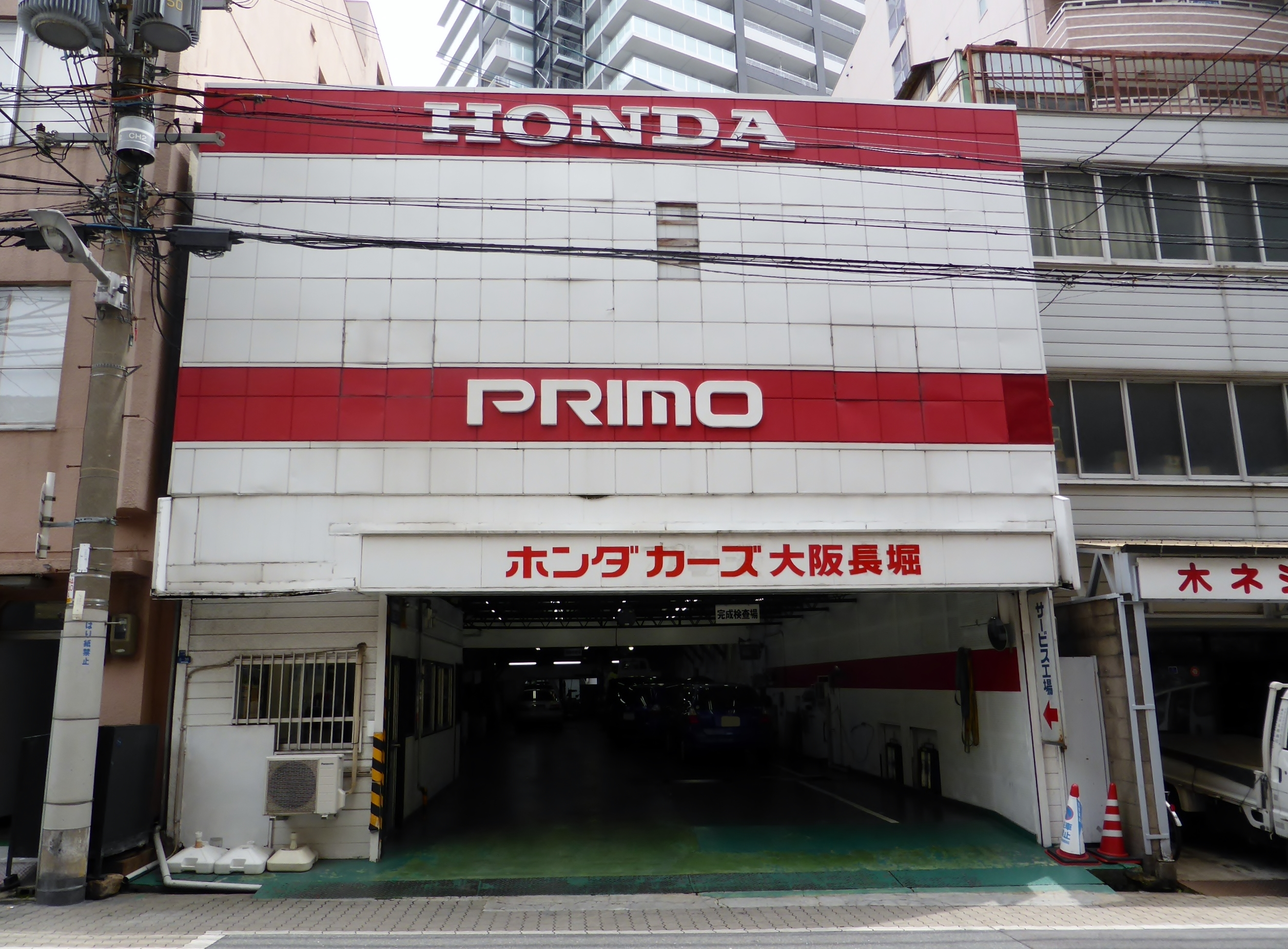
旧プリモ店だったホンダカーズ大阪長堀

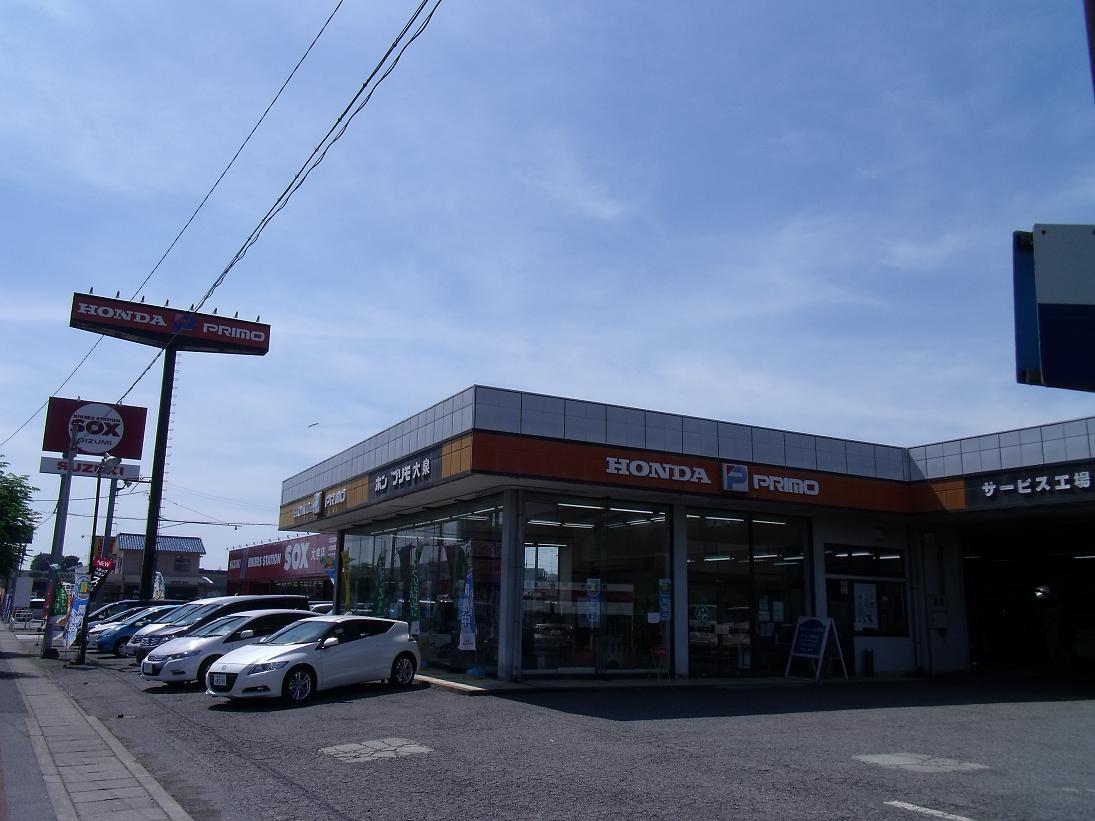
初期のプリモ店外観（群馬県のホンダカーズ大泉。現在は建て替え済み）

1985年、旧「ホンダ店」から前年に分割されたクリオ店に続いて設立された。小型車のシビックや軽自動車（ライフやバモスなど）を専売車種としていた。1986年まではシティ、1989年まではアコードも取り扱っていて、後にこの2台はクリオ店専売車種になった。
イメージカラーは赤で、キャッチフレーズは「クルマが、家族になる。」であった。
元々、プリモ店は委託販売方式を採っていた時代からの名残で、オートバイ・自転車取扱店、マリーン・船外機取扱店、農機具取扱店、地元有力者の中小の商店・企業などを母体とするディーラーが多く、複数の販売店・サービス拠点を持たない単独店が多かった。また、店名（「ホンダプリモ〇〇」の「〇〇」）に所在地名ではなく経営者の苗字が入っているケースがあった。
2006年3月1日に他系列のクリオ店、ベルノ店ともに全店全車種併売へと移行し、それまでプリモ店が独占的に扱っていた軽自動車が他系列でも取り扱われるようになった。ただし、軽自動車であってもプリモ店専売となる予定だったゼストは、たまたま全車種併売当日になって発売された関係で、2月23日の発表当日から3チャンネルの店舗が窓口となって対応していた。7月13日をもって販売網の統一名称Honda Cars店へ移行した。

## 2006年2月末時点の専売車種
- シビック
- シビックハイブリッド
- ライフ
- ザッツ
- バモス
- バモスホビオ
- アクティバン
- アクティトラック

## 過去の専売車種
- アスコット
- アスコットイノーバ
- シビックフェリオ
- シビッククーペ
- シビックタイプR
- シビックシャトル（2代目モデルのみ）
- シビックプロ（2代目モデルのみ）
- トゥデイ・トゥデイアソシエ
- トゥデイプロ
- ビート
- Z（2代目モデル）
- ストリート
- ジープ・チェロキー

## 2006年2月末時点の併売車種
全て3系列併売。
- インスパイア（4代目モデル。セイバーを統合したためここでも取り扱うようになった。）
- フィットアリア
- エアウェイブ
- エリシオン
- オデッセイ
- ステップワゴン
- エディックス
- ストリーム
- モビリオ
- モビリオスパイク
- フィット
- インサイト
- パートナー

## 過去の併売車種
- シティ（発足 - 1986年10月まで、クリオ店と併売）
- シビック（発足 - 1987年9月まで、クリオ店と併売）
- シビックシャトル（発足 - 1987年9月まで、クリオ店と併売）
- シビックプロ（発足 - 1987年9月まで、クリオ店と併売）
- アコード（発足 - 1989年9月まで、クリオ店と併売）
- アコードエアロデッキ（発足 - 1989年9月まで、クリオ店と併売）
- トルネオ（ベルノ店と併売）
- セイバー（2代目モデル（1998年 - 2003年）のみ、ベルノ店と併売）
- オルティア（ベルノ店と併売。初期型は外観で区別し、プリモ店向けは「オルティアP」としていた）
- ロゴ（3系列併売）
- キャパ（ベルノ店と併売）
- CR-V（初代モデル（1995年 - 2001年)のみ、ベルノ店と併売）